# Lygodactylus inexpectatus
Lygodactylus inexpectatus este o specie de șopârle din genul Lygodactylus, familia Gekkonidae, descrisă de Pasteur 1965. Conform Catalogue of Life specia Lygodactylus inexpectatus nu are subspecii cunoscute.